# 강력한 4팀
《강력한 4팀》은 평일 오후 3시 50분에 채널A로 방송되었던 채널A의 텔레비전 프로그램이다.

## 앵커
- 이용환 : 채널A 정치부 기자

## 동시간대 경쟁 프로그램
- 사사건건, KBS 뉴스 5 (KBS 1TV)
- OBS 뉴스 오늘 (OBS경인TV)
- 뉴스파이터 (MBN)